# GNU Core Utilities
Coreutils (ou GNU Core Utilities) est un paquetage du projet GNU contenant de nombreux outils de base nécessaires pour les systèmes d'exploitation de type Unix (dont GNU/Linux), tels que cat, ls, et rm. C'est une combinaison de paquetages plus anciens, incluant notamment textutils (pour le texte), shellutils (pour les scripts), et fileutils (pour les fichiers).

## Programmes inclus dans coreutils

### Outils pour les fichiers
chconChanger le contexte de sécurité SELinux d'un fichier.
chgrpChanger le groupe propriétaire d'un fichier.
chownChanger l'utilisateur propriétaire d'un fichier.
chmodChanger les permissions d'un fichier ou d'un répertoire.
cpCopier un fichier ou un répertoire.
ddCopie brute d'un périphérique physique.
dfMontrer l'espace disque occupé sur un système de fichiers.
dirFait l'équivalent de ls -C -b (par défaut, les fichiers sont listés en colonnes et triés verticalement).
dircolorsParamétrer les couleurs pour ls.
installCopier des fichiers et paramétrer des attributs.
lnCréer un lien (physique ou symbolique) vers un fichier.
lsLister les fichiers.
mkdirCréer un répertoire.
mkfifoCréer un tube nommé FIFO.
mktempCréer un dossier ou fichier temporaire.
mknodCréer un fichier de périphérique pour un périphérique.
mvRenommer ou déplacer un fichier.
rmSupprimer un fichier.
rmdirSupprimer un répertoire.
shredÉcraser le contenu d'un fichier.
syncExécuter immédiatement les requêtes d'écriture qui sont en attente.
touchCréer un fichier ou modifier le timestamp de ce fichier.
truncateRéduire ou augmenter la taille d'un fichier à la taille donnée.
vdirFait l'équivalent de ls -l -b (par défaut, les fichiers sont listés au format long).
realpathAffiche l'arborescence complète d'un fichier, d'un lien symbolique.

### Outils pour le texte
base64Encodage et décodage base64 et affichage en sortie standard.
catAfficher le contenu d'un fichier ou concaténer plusieurs fichiers.
cksumFaire la somme de contrôle d'un fichier.
commComparer deux fichiers triés ligne par ligne.
csplitÉclater un fichier en différentes sections (les sections sont déterminées par une ligne de contexte dans le fichier initial).
cutSélectionner une colonne dans un fichier.
expandConvertir les tabulation en espace.
fmtFormater un texte.
foldMettre toutes les lignes d'un fichier à la même longueur.
headAfficher les premières lignes d'un fichier.
joinJoindre les lignes de deux fichiers en prenant comme critère une colonne commune.
md5sumCalculer et vérifier le MD5 d'un fichier.
nlNuméroter les lignes d'un fichier.
odDumper au format octal ou hexadécimal ou autre un fichier.
pasteAfficher sur chaque ligne de la sortie standard les lignes correspondantes des fichiers passées en paramètre et séparées par des tabulations.
ptxGénérer un index permuté du contenu d'un fichier.
prConvertir un fichier texte pour l'imprimer.
sha1sumCalculer et vérifier SHA-1 d'un fichier.
shufCréation d'une sortie standard par la permutation aléatoire des données du flux d'entrée.
sortTrier par ordre alphabétiques les lignes d'un fichier.
splitÉclater un fichier en plusieurs fichiers de même taille.
sumFaire la somme de contrôle d'un fichier.
tacAfficher un fichier en inversant l'ordre des lignes.
tailAfficher les dernières lignes d'un fichier.
trChanger un caractère particulier dans un fichier (exemple : remplacer tous les 'a' par des 'b').
tsortFaire un tri topologique.
unexpandConvertir les espaces en tabulation.
uniqSupprimer les doublons d'un fichier.
wcCalculer le nombre de lignes, de mots et de caractères d'un fichier.

### Outils pour les shells
archAffiche l'architecture de la machine (par exemple x86_64).
basenameSupprimer la partie répertoire d'un chemin de fichier.
chrootChanger pour un programme le répertoire racine de la machine hôte.
dateAfficher ou modifier la date.
dirnameNe conserver que la partie répertoire dans un chemin de fichier.
duAffiche la taille d'un fichier, ou d'un dossier.
echoAfficher une chaîne de caractères.
envAfficher ou modifier les variables d'environnement.
exprÉvaluer une expression.
factorFactoriser des nombres (par exemple, pour 484, cette commande indiquera que ce nombre est le produit de 2*2*11*11).
falseNe fait rien, mais renvoie un code erreur.
groupsIndique le ou les groupes dont fait partie un utilisateur.
hostidAffiche le hostid de l'ordinateur.
idAffiche les identifiants de l'utilisateur et de son groupe primaire.
linkCrée un lien physique vers un fichier.
lognameAffiche le login d'un utilisateur.
niceModifie la priorité d'un processus.
nohupPermet à une commande de continuer à s'exécuter après avoir reçu un signal de logging out.
pathchkVérifie que les chemins de répertoire sont valides et portables.
pinkyUne version allégée de finger.
printenvAfficher les variables d'environnement.
printfFormater et imprimer des données.
pwdAfficher le répertoire de travail courant.
readlinkAfficher la valeur d'un lien symbolique.
runconExécuter une commande avec un contexte de sécurité particulier.
seqAfficher une suite de nombre.
sleepSe mettre en sommeil pendant un certain laps de temps.
statAfficher des informations détaillées sur un fichier, ou un dossier.
sttyChanger et imprimer les paramètres d'un terminal.
suExécuter un shell ou une commande avec des identifiants différents.
teeCe qui est en entrée est envoyé à la fois en sortie et vers des fichiers de sortie.
testÉvaluer une expression.
timeoutExécuter une commande avec un délai.
trueNe fait rien, mais renvoie la valeur '0'.
ttyAfficher le nom du terminal.
unameAfficher des informations sur le système d'exploitation (notamment, type de noyau et version).
unlinkSupprimer un lien physique sur un fichier.
uptimeAfficher combien de temps le système a fonctionné.
usersAfficher la liste des utilisateurs connectés.
whoAfficher la liste des utilisateurs connectés.
whoamiAfficher l'identifiant effectif de l'utilisateur.
yesAfficher une chaîne caractère répétitivement.

### Autres outils
[Un synonyme pour test